# Közüzemi szerződés
A polgári jogban a közüzemi szerződés vagy közszolgáltatási szerződés egy olyan szerződés, amely alapján a szolgáltató köteles meghatározott időponttól a felhasználó számára folyamatosan és biztonságosan, a felhasználó igénye szerint meghatározott közüzemi szolgáltatást nyújtani, a felhasználó pedig köteles időszakonként díjat fizetni.
Közüzemi szolgáltatás például a gáz, villamos energia és víz szolgáltatása.
A szolgáltatónak szerződéskötési kötelezettsége van, csak jogszabályban meghatározott esetekben tagadhatja meg a szerződés megkötését, és szüneteltetheti vagy korlátozhatja a szolgáltatás nyújtását. Hasonlóan a szerződés felmondására is csak jogszabályban meghatározott esetekben van joga. Ezenfelül a szerződés tartalmát csak jogszabályban meghatározott feltételektől teheti függővé.
Jogszabály kimondhatja, hogy a közüzemi szerződés a szolgáltatás igénybevételével jön létre.
A 2013. évi V. törvény a közüzemi szerződést közszolgáltatási szerződésként nevesíti az egyes szerződések között. Eszerint a közszolgáltatási szerződés olyan szerződés, amely alapján a szolgáltató általános gazdasági érdekű szolgáltatás nyújtására, a felhasználó pedig díj fizetésére köteles.

## Története
A közszolgáltatási szerződés 1977 óta van nevesítve a magyar polgári törvénykönyvben az egyes szerződések között. Az 1993. évi XCIII. törvény 40. § (5) bekezdése nevezte át ezt a szerződéstípust közüzemi szerződésre.
A 2013. évi V. törvény újra közszolgáltatási szerződésként definiálja.

## Lásd még
- Adásvétel

## Külső hivatkozások
- Nemzeti Jogszabálytár